# Gran Premio del Giappone 1988
Il Gran Premio del Giappone 1988 è stata una gara di Formula 1, disputatasi il 30 ottobre 1988 sul Circuito di Suzuka. È stata la quindicesima prova del mondiale 1988 ed ha visto la vittoria di Ayrton Senna su McLaren - Honda, seguito da Alain Prost e da Thierry Boutsen. Grazie a questa vittoria il pilota brasiliano ha conquistato il primo titolo mondiale della sua carriera.

## Prima della gara
- La Larrousse sostituisce Yannick Dalmas, colpito dalla legionellosi, con il pilota locale Aguri Suzuki.

## Qualifiche
Come di consueto le McLaren monopolizzano la prima fila, con Senna in pole position davanti al compagno di squadra Prost. Alle loro spalle si piazzano Berger, Capelli, Piquet e Nakajima.

### Classifica
| Pos                     | No | Pilota             | Costruttore                    | Tempo    | Distacco |
| ----------------------- | -- | ------------------ | ------------------------------ | -------- | -------- |
| 1                       | 12 | Ayrton Senna       | McLaren - Honda                | 1'41"853 |          |
| 2                       | 11 | Alain Prost        | McLaren - Honda                | 1'42"177 | +0"324   |
| 3                       | 28 | Gerhard Berger     | Ferrari                        | 1'43"353 | +1"500   |
| 4                       | 16 | Ivan Capelli       | March - Judd                   | 1'43"605 | +1"752   |
| 5                       | 1  | Nelson Piquet      | Lotus - Honda                  | 1'43"693 | +1"840   |
| 6                       | 2  | Satoru Nakajima    | Lotus - Honda                  | 1'43"693 | +1"840   |
| 7                       | 17 | Derek Warwick      | Arrows - Megatron              | 1'43"816 | +1"963   |
| 8                       | 5  | Nigel Mansell      | Williams - Judd                | 1'43"893 | +2"040   |
| 9                       | 27 | Michele Alboreto   | Ferrari                        | 1'43"972 | +2"119   |
| 10                      | 20 | Thierry Boutsen    | Benetton - Ford                | 1'44"499 | +2"646   |
| 11                      | 6  | Riccardo Patrese   | Williams - Judd                | 1'44"555 | +2"702   |
| 12                      | 19 | Alessandro Nannini | Benetton - Ford                | 1'44"611 | +2"758   |
| 13                      | 15 | Maurício Gugelmin  | March - Judd                   | 1'45"038 | +3"285   |
| 14                      | 22 | Andrea De Cesaris  | Rial - Ford                    | 1'45"558 | +3"705   |
| 15                      | 18 | Eddie Cheever      | Arrows - Megatron              | 1'45"845 | +3"992   |
| 16                      | 3  | Jonathan Palmer    | Tyrrell - Ford                 | 1'45"916 | +4"063   |
| 17                      | 23 | Pierluigi Martini  | Minardi - Ford                 | 1'46"449 | +4"596   |
| 18                      | 14 | Philippe Streiff   | AGS - Ford                     | 1'46"486 | +4"633   |
| 19                      | 30 | Philippe Alliot    | Lola Larrousse - Ford          | 1'46"521 | +4"668   |
| 20                      | 29 | Aguri Suzuki       | Lola Larrousse - Ford          | 1'46"920 | +5"067   |
| 21                      | 36 | Alex Caffi         | Dallara Scuderia Italia - Ford | 1'46"982 | +5"129   |
| 22                      | 24 | Luis Pérez-Sala    | Minardi - Ford                 | 1'47"134 | +5"281   |
| 23                      | 25 | René Arnoux        | Ligier - Judd                  | 1'47"193 | +5"340   |
| 24                      | 21 | Nicola Larini      | Osella - Alfa Romeo            | 1'47"547 | +5"694   |
| 25                      | 10 | Bernd Schneider    | Zakspeed                       | 1'47"599 | +5"746   |
| 26                      | 4  | Julian Bailey      | Tyrrell - Ford                 | 1'48"589 | +6"736   |
| Vetture non qualificate |    |                    |                                |          |          |
| NQ                      | 26 | Stefan Johansson   | Ligier - Judd                  | 1'48"716 | +6"863   |
| NQ                      | 32 | Oscar Larrauri     | EuroBrun - Ford                | 1'49"265 | +7"412   |
| NQ                      | 9  | Piercarlo Ghinzani | Zakspeed                       | 1'49"706 | +7"853   |
| NQ                      | 33 | Stefano Modena     | EuroBrun - Ford                | 1'49"897 | +8"044   |

## Gara
Al via Senna viene tradito dal motore che si spegne per ben due volte, ma alla fine verrà salvato grazie alla lieve pendenza sulla quale è situata la griglia di partenza facendolo ripartire. Il brasiliano scivola però in quattordicesima posizione, mentre il suo compagno di squadra si invola al comando, seguito da Berger e Capelli. Il pilota della March supera immediatamente l'austriaco, andando poi ad insidiare Prost, rallentato da un problema al cambio; al termine del sedicesimo giro l'italiano sopravanza il rivale, cedendogli però nuovamente la posizione all'inizio del giro successivo, poche centinaia di metri dopo e ritirandosi, tre tornate più tardi, per un problema elettrico. È la prima volta dal Gran Premio degli USA 1983 che un motore aspirato transita in testa al termine di un giro (Mansell ha percorso alcuni metri in testa al via del Gran premio del Brasile ad inizio anno).
Nel frattempo comincia a piovere e Senna, dopo una grande rimonta, si riporta alle spalle del compagno di squadra. Lo sorpassa nel corso del 28º passaggio, approfittando di un doppiaggio; da questo punto il brasiliano è imprendibile e conduce fino al traguardo, vincendo gara e titolo mondiale. Infatti, nonostante Prost conquisti più punti del rivale, per via della regola degli scarti (che prevede che solo i migliori undici risultati sono validi per la classifica piloti) è costretto a scartare diversi piazzamenti, mentre Senna, con le sue otto vittorie, deve rinunciare solo ad un punto. Terzo chiude Boutsen, seguito da Berger, Nannini e Patrese.

### Classifica
| Pos | N. | Pilota             | Costruttore/Motore             | Giri | Tempo/Ritiro                 | Griglia | Punti |
| --- | -- | ------------------ | ------------------------------ | ---- | ---------------------------- | ------- | ----- |
| 1   | 12 | Ayrton Senna       | McLaren - Honda                | 51   | 1h33'26"173                  | 1       | 9     |
| 2   | 11 | Alain Prost        | McLaren - Honda                | 51   | + 13"363                     | 2       | 6     |
| 3   | 20 | Thierry Boutsen    | Benetton - Ford                | 51   | + 36"109                     | 10      | 4     |
| 4   | 28 | Gerhard Berger     | Ferrari                        | 51   | + 1'26"714                   | 3       | 3     |
| 5   | 19 | Alessandro Nannini | Benetton - Ford                | 51   | + 1'30"603                   | 12      | 2     |
| 6   | 6  | Riccardo Patrese   | Williams - Judd                | 51   | + 1'37"615                   | 11      | 1     |
| 7   | 2  | Satoru Nakajima    | Lotus - Honda                  | 50   | + 1 giro                     | 6       |       |
| 8   | 14 | Philippe Streiff   | AGS - Ford                     | 50   | + 1 giro                     | 18      |       |
| 9   | 30 | Philippe Alliot    | Lola Larrousse - Ford          | 50   | + 1 giro                     | 19      |       |
| 10  | 15 | Maurício Gugelmin  | March - Judd                   | 50   | + 1 giro                     | 13      |       |
| 11  | 27 | Michele Alboreto   | Ferrari                        | 50   | + 1 giro                     | 9       |       |
| 12  | 3  | Jonathan Palmer    | Tyrrell - Ford                 | 50   | + 1 giro                     | 16      |       |
| 13  | 23 | Pierluigi Martini  | Minardi - Ford                 | 49   | + 2 giri                     | 17      |       |
| 14  | 4  | Julian Bailey      | Tyrrell - Ford                 | 49   | + 2 giri                     | 26      |       |
| 15  | 24 | Luis Pérez-Sala    | Minardi - Ford                 | 49   | + 2 giri                     | 22      |       |
| 16  | 29 | Aguri Suzuki       | Lola Larrousse - Ford          | 48   | + 3 giri                     | 20      |       |
| 17  | 25 | René Arnoux        | Ligier - Judd                  | 48   | + 3 giri                     | 23      |       |
| Rit | 22 | Andrea De Cesaris  | Rial - Ford                    | 36   | Problemi al surriscaldamento | 14      |       |
| Rit | 18 | Eddie Cheever      | Arrows - Megatron              | 35   | Problema all'accensione      | 15      |       |
| Rit | 21 | Nicola Larini      | Osella - Alfa Romeo            | 34   | Freni                        | 24      |       |
| Rit | 1  | Nelson Piquet      | Lotus - Honda                  | 34   | Problemi di salute           | 5       |       |
| Rit | 5  | Nigel Mansell      | Williams - Judd                | 24   | Collisione con N.Piquet      | 8       |       |
| Rit | 36 | Alex Caffi         | Dallara Scuderia Italia - Ford | 22   | Testacoda                    | 21      |       |
| Rit | 16 | Ivan Capelli       | March - Judd                   | 19   | Problemi elettrici           | 4       |       |
| Rit | 17 | Derek Warwick      | Arrows - Megatron              | 16   | Testacoda                    | 7       |       |
| Rit | 10 | Bernd Schneider    | Zakspeed                       | 14   | Ritiro volontario            | 25      |       |
| NQ  | 26 | Stefan Johansson   | Ligier - Judd                  |      |                              |         |       |
| NQ  | 32 | Oscar Larrauri     | EuroBrun - Ford                |      |                              |         |       |
| NQ  | 9  | Piercarlo Ghinzani | Zakspeed                       |      |                              |         |       |
| NQ  | 33 | Stefano Modena     | EuroBrun - Ford                |      |                              |         |       |
| NPQ | 31 | Gabriele Tarquini  | Coloni - Ford                  |      |                              |         |       |

## Classifiche

### Piloti
| Pos. | Pilota             | Punti   |
| ---- | ------------------ | ------- |
| 1    | Ayrton Senna       | 87 (88) |
| 2    | Alain Prost        | 84 (96) |
| 3    | Gerhard Berger     | 41      |
| 4    | Thierry Boutsen    | 25      |
| 5    | Michele Alboreto   | 24      |
| 6    | Nelson Piquet      | 18      |
| 7    | Derek Warwick      | 17      |
| 8    | Ivan Capelli       | 16      |
| 9    | Nigel Mansell      | 12      |
| 10   | Alessandro Nannini | 12      |
| 11   | Eddie Cheever      | 6       |
| 12   | Maurício Gugelmin  | 5       |
| 13   | Jonathan Palmer    | 5       |
| 14   | Riccardo Patrese   | 5       |
| 15   | Andrea De Cesaris  | 3       |
| 16   | Satoru Nakajima    | 1       |
| 17   | Pierluigi Martini  | 1       |

### Costruttori
| Pos. | Team              | Punti |
| ---- | ----------------- | ----- |
| 1    | McLaren - Honda   | 184   |
| 2    | Ferrari           | 65    |
| 3    | Benetton - Ford   | 37    |
| 4    | Arrows - Megatron | 23    |
| 5    | March - Judd      | 21    |
| 6    | Lotus - Honda     | 19    |
| 7    | Williams - Judd   | 17    |
| 8    | Tyrrell - Ford    | 5     |
| 9    | Rial - Ford       | 3     |
| 10   | Minardi - Ford    | 1     |